# ضيف الله ابورميه
ضيف الله فضيل ضيف الله ابورميه المطيري، من مواليد 24 سبتمبر 1957، نائب سابق في مجلس الأمة الكويتي.
شارك في انتخابات مجلس الأمة الكويتي 1999 في الدائرة السادسة عشر، وحصل على المركز الخامس برصيد 870 صوت وخسر الانتخابات ، وشارك في انتخابات مجلس الأمة الكويتي 2003 في الدائرة السادسة عشر، وحصل على المركز الأول برصيد 2279 صوت وفاز بالانتخابات ، وشارك في انتخابات مجلس الأمة الكويتي 2006 في الدائرة السادسة عشر، وحصل على المركز الأول برصيد 5676 صوت وفاز بالانتخابات ، وشارك في انتخابات مجلس الأمة الكويتي 2008 في الدائرة الرابعة، وحصل على المركز الرابع برصيد 11482 صوت وفاز بالانتخابات.